# Jimmy Meadows
Pour les articles homonymes, voir Meadows.
Jimmy Meadows, né le 21 juillet 1931 à Bolton (Angleterre) et mort le 3 janvier 1994, est un footballeur anglais, qui évoluait au poste d'ailier droit ou d'arrière droit à Manchester City et en équipe d'Angleterre.
Meadows n'a marqué aucun but lors de son unique sélection avec l'équipe d'Angleterre en 1955.

## Palmarès

### En équipe nationale
- 1 sélection et 0 but avec l'équipe d'Angleterre en 1955.
- Vainqueur du British Home Championship en 1955.

### Avec Manchester City
- Finaliste de la Coupe d'Angleterre de football en 1955.